# Billy Williams (beisbolista)
Billy Leo Williams (Whistler, Alabama, 15 de junio de 1938), más conocido como Billy Williams, es un exjugador profesional estadounidense de béisbol que se desempeñó en la posición de jardinero izquierdo en las Grandes Ligas de Béisbol (MLB). Es miembro del Salón de la Fama del Béisbol.

## Carrera
Williams jugó como profesional 16 temporadas en Chicago Cubs (1959-1974), después pasó a Oakland Athletics, donde jugó dos temporadas (1975-1976), y fue el equipo en el que se retiró.

## Reconocimiento
En 1987, ingresó como miembro al Salón de la Fama del Béisbol.